# Diazinón

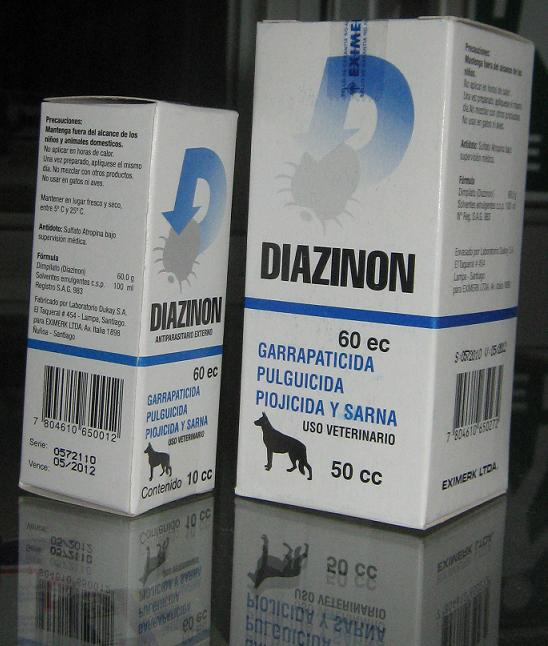
Diazinon ®

O,O-Dietil-O-(2-isopropil-6-metil- pirimidin-4-il)fosforotioato

Diazinón o Dimpilato es el nombre común de un insecticida organofosforado usado para controlar insectos en el suelo, en plantas ornamentales y en cosechas de frutas y hortalizas. También se usa para controlar plagas caseras como moscas, pulgas y cucarachas. El diazinón es una sustancia química artificial y no existe en forma natural en el medio ambiente.
El producto químico puro es un aceite incoloro prácticamente sin olor. Las preparaciones que se usan en la agricultura y por exterminadores contienen 85-90% de diazinón y tienen apariencia de líquido de color pálido a pardo oscuro. Las preparaciones de diazinón para uso en casas y jardines contienen 1-5% de diazinón en forma líquida o en forma de gránulos sólidos.
La mayor parte del diazinón que se usa es en forma líquida, pero es posible exponerse a la forma sólida de esta sustancia. El diazinón no es muy inflamable y no se disuelve fácilmente en agua.
El diazinón en mamíferos se metaboliza a diazoxón que actúa como potente inhibidor de la colinesterasa. El diazinón se absorbe en la sangre y se metaboliza rápido. La vida media es de unas 12 horas. El 58% se excreta por la orina ya durante las primeras 24 horas tras la administración, y más del 85%, en forma de metabolitos.

## Contaminación del ambiente
La contaminación ambiental principalmente proviene del uso agrícola y casero. También durante el proceso de manufactura se puede producir la contaminación.
Se pulveriza en cosechas y plantas, en pequeñas partículas que pueden ser transportadas lejos del sembrado antes de depositarse. Penetra en el suelo unos 2-3 cm, pero es posible la contaminación de aguas freáticas.
En el suelo o en la superficie de plantas puede ser transportado a aguas superficiales y subterráneas por la lluvia. En el medio ambiente es degradado rápidamente a una variedad de productos químicos, siendo la vida media de 2 a 4 semanas. La descomposición en agua es mucho más rápida en agua ácida (vida media de 12 horas) que en agua neutra (vida media 6 meses).

## Vías de exposición
1. El personal que trabaja en la síntesis o la aplicación profesional de diazinón experimenta mayor exposición a este insecticida.
2. Es posible la exposición por contacto con suelos, agua subterránea y agua de escorrentía contaminada.
3. En alimentos los niveles son mucho más bajos por tanto es muy difícil causar daño a la salud.

## Mecanismo de toxicidad
- La intoxicación aguda provoca la inhibición irreversible de la acetilcolinesterasa, por lo que la acetilcolina se acumula en las sinapsis neuromusculares, incluidas las de la musculatura cardíaca y lisa, en las conexiones del SNC y neuroglandulares. Conlleva una hiperexcitación de todos los receptores colinérgicos, provocando una serie de reacciones disfuncionales de los órganos afectados. La intoxicación peraguda o aguda ocurre en la ingestión accidental o sobredosis dermal masiva. Se absorbe en el estómago, los síntomas se manifiestan a partir de los 2 minutos o máximo 2 horas, de modo dramático.  En caso de supervivencia durante las primeras 24-48 horas el pronóstico es más favorable.
- Intoxicación crónica. Algunos organofosforados pueden tener un efecto neurotóxico retardado que se manifiesta de 7 a 21 días tras la exposición a una dosis tóxica. Se deben a una degeneración de los axones nerviosos centrales y periféricos, que varía según las especies. Puede ser irreversible o permitir una lenta regeneración tras varias semanas, según qué organofosforado haya causado la intoxicación,

Normalmente, primero se dan síntomas muscarínicos. Luego se manifiesta la hiperexcitación de los receptores nicotínicos. Si la intoxicación atraviesa la BHE se produce la excitación del SNC.
La toxicidad puede verse potenciada por ciertos disolventes de la formulación, que aceleran la absorción a través de la piel o las mucosas.

## Efectos tóxicos
Como ya se ha mencionado, afecta al sistema nervioso. Los síntomas leves incluyen dolores de cabeza, mareo, debilidad, sensación de ansiedad, constricción de las pupilas y visión borrosa. Los más graves: náuseas, vómitos, calambres abdominales, pulso lento, diarrea, constricción casi total de las pupilas, dificultad para respirar y coma. En exposiciones a grandes cantidades se ha observado daño en el páncreas.

### Síntomas de estimulación dereceptores muscarínicos
- Glándulas exocrinas: salivación, lacrimación, sudoración
- Aparato cardiovascular: bradicardia.
- Aparato excretor: aumenta la frecuencia de micción.
- Aparato digestivo: náusea, vómito, diarrea, tenesmo, incontinencia fecal
- Aparato respiratorio: broncoconstricción, broncoespasmos, tos, bradipnea, disnea.
- Ojos: miosis, en porcinos nistagmo.

### Síntomas de estimulación dereceptores nicotínicos
- Musculatura: inquietud, luego depresión, temblores, ataxia, rigidez muscular, espasmos musculares generalizados y parálisis.

### Síntomas de estimulación de receptores del cerebro
Letargia, fatiga, temblores, espasmos, coma por parálisis respiratoria y la muerte. 

## Pruebas para diagnóstico de intoxicación
La prueba más habitual es medir la actividad de la enzima colinesterasa en los glóbulos rojos o en plasma. Para esto se precisa de una pequeña cantidad de sangre; sin embargo, este examen no demuestra exposición específica a diazinón. Niveles por debajo del 25% del valor normal indica la acción de un inhibidor de la acetilcolinesterasa, pero no se sabe si es debido a un organofosforados u otra sustancia.
Hay exámenes para determinar de forma específica la presencia de diazinón o de sus productos de degradación en la sangre, tejidos corporales y la orina. No están disponibles en la mayoría de los consultorios médicos, se llevan a cabo en laboratorios especiales. 

## Tratamiento
La inhibición que produce es casi irreversible: para restablecer la función de la acetilcolinesterasa se requiere una nueva síntesis y el resultado final va a depender de la gravedad de la intoxicación, tardando días o semanas.
Los síntomas muscarínicos agudos, siendo los más importantes, se tratan con atropina (antagonista de la acetilcolina). Se administra un tercio por vía intravenosa y el resto subcutáneo. La atropina alcanza su eficacia cuando las pupilas se dilatan y acaba la salivación. Si fuese necesario, puede repetirse cada 4 a 6 horas hasta una dosis total máxima de 6 mg/kg.
Existen antídotos, como la pralidoxima y obidoxima, que intervienen en los mecanismos tóxicos reactivando la colinesterasa, solo un máximo de 24 horas y no debe repetirse más de 1 o 2 veces. Se administra siempre después de la atropina. Hay que tener precaución con la Obidoxima, ya que también puede inhibir la colinesterasa.

### Medidas higiénico-terapéuticas sintomáticas
1. Tratar la respiración con aspiraciones de las secreciones bronquiales y respiración artificial.
2. En ingestión oral, eliminar del veneno por vómito o lavado estomacal con carbón activo o aceite mineral.
3. En intoxicación dermal, hay que lavar la herida con solución detergente acuosa alcalina.
4. Tratar la acidosis y los espasmos.
5. Aportación de electrolitos y multivitaminas para apoyar al metabolismo hepático.

## Advertencia
En preparaciones emulsificables como los que se usan para baños del ganado, un almacenamiento erróneo puede producir la descomposición del diazinón a pirofosfatos que son más tóxicos. Esto se da por la contaminación del preparado con trazas de agua, agua que puede penetrar por una insuficiente impermeabilidad del material del envase a la humedad, por guardar envases abiertos pero no consumidos durante mucho tiempo en condiciones indebidas, etc.
La descomposición a pirofosfatos no ocurre si hay exceso de agua. Si en un envase mal almacenado se han formado ya pirofosfatos, la subsiguiente dilución del concentrado para un baño del ganado resultará un baño altamente tóxico. En los años 60-70 hubo miles de muertes de bovinos y ovinos debido a esto, hasta que se introdujeron las formulaciones con estabilizantes que absorben y neutralizan tales impurezas acuosas.